# Pozitivno pravo
Pozitivno pravo predstavlja pravni pojam koji se odnosi na važeće pravne propise ili propise koji su na snazi ( pozitivno-pravni propisi).
Ovaj pojam nastao je i uveden u XII veku u vreme delovanja glosatorske škole i nastao je tako što su glosatori pogrešno čitali i preveli pojam ius positum, pa je ovaj termin ostao do danas u pravnoj nauci u širokoj upotrebi.